# Alexandru C. Moruzi

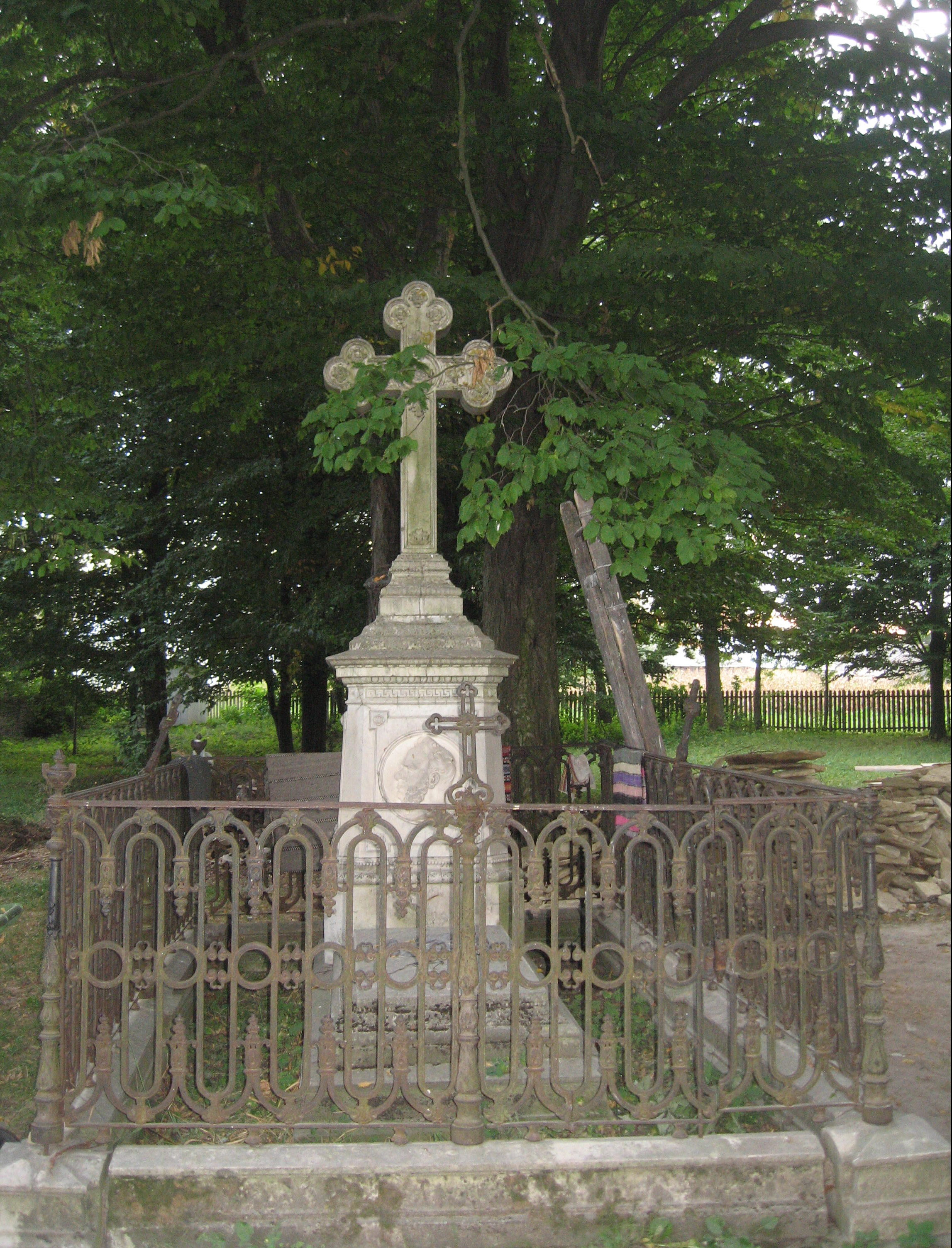
Mormântul prințului Alexandru C. Moruzi de la Zvoriștea

Alexandru C. Moruzi (n. 29 august 1805, Zvoriștea, Suceava, România – d. 25 aprilie 1873, Foggia, Apulia, Italia) a fost un om politic, prim-ministru în Guvernul Moldovei (5 octombrie 1861 - 22 ianuarie 1862) și apoi ministru de finanțe al României (22-27 ianuarie 1862), în Guvernul Barbu Catargiu.

## Biografie
Anterior Unirii Principatelor și din punct de vedere instituțional, a condus Guvernul Alexandru C. Moruzi (Iași), între 5 octombrie 1861 - 22 ianuarie 1862.
Mormântul său se află în curtea Bisericii „Adormirea Maicii Domnului” din Zvoriștea (azi în județul Suceava).